# Резолюция Совета Безопасности ООН 1494
Резолюция Совета Безопасности Организации Объединенных Наций 1494, принятая единогласно 30 июля 2003 года, после подтверждения всех резолюций по Абхазии и Грузии, в частности резолюции 1462 (2003 год), Совет продлил мандат Миссии наблюдателей Организации Объединенных Наций в Грузии (МООННГ) до 31 января 2004 года и одобрил создание полицейских компонент.

## Разрешение

### Наблюдения
В преамбуле резолюции Совет Безопасности подчеркнул, что отсутствие прогресса в урегулировании между двумя сторонами недопустимо. Он осудил сбитый вертолет МООННГ в октябре 2001 года, в результате которого погибли девять человек, и выразил сожаление по поводу того, что виновные в нападении не установлены. Приветствовался вклад миротворческих сил МООННГ и Содружества Независимых Государств (СНГ) в регион в дополнение к мирному процессу под руководством Организации Объединённых Наций.

### Деяния
Совет Безопасности приветствовал политические усилия по урегулированию ситуации, в частности «Основные принципы распределения полномочий между Тбилиси и Сухуми» для облегчения переговоров между Грузией и Абхазией. Он выразил сожаление в связи с отсутствием прогресса в переговорах о политическом статусе и отказом Абхазии обсудить документ, а также призвал обе стороны преодолеть взаимное недоверие. Все нарушения Соглашения о прекращении огня и разъединении сил 1994 года были осуждены. Совет также приветствовал ослабление напряжённости в Кодорском ущелье и подписание протокола обеими сторонами 2 апреля 2002 года. Была отмечена обеспокоенность гражданского населения, и грузинской стороне было предложено гарантировать безопасность МООННГ и войск СНГ в долине.
В резолюции содержится призыв к обеим сторонам активизировать мирный процесс, к безотлагательному достижению прогресса по вопросам, касающимся беженцев и внутренне перемещенных лиц, и вновь подтверждается неприемлемость демографических изменений в результате конфликта. И Грузию, и Абхазию призвали выполнить рекомендации совместной миссии по оценке в Гальском районе, причем Абхазию, в частности, призвали улучшить правоохранительную деятельность, устранить отсутствие инструкций для этнических грузин на их родном языке и обеспечить безопасность возвращающихся беженцев.
Совет вновь призвал обе стороны принять меры для установления лиц, ответственных за сбитие вертолета МООННГ в октябре 2001 года, и приветствовал меры предосторожности, принятые после сбития вертолета. Обе стороны также попросили отмежеваться от военной риторики и незаконных вооруженных формирований. Кроме того, он осудил похищение, захват четырёх сотрудников МООННГ в заложники и отсутствие опознания каких-либо подозреваемых.
Наконец, он одобрил предложение Генерального секретаря Кофи Аннана о создании полицейского компонента в составе 20 офицеров для усиления потенциала МООННГ и просил его регулярно информировать Совет о развитии событий, сообщая в течение трёх месяцев о ситуации.